# 国立病院機構あわら病院

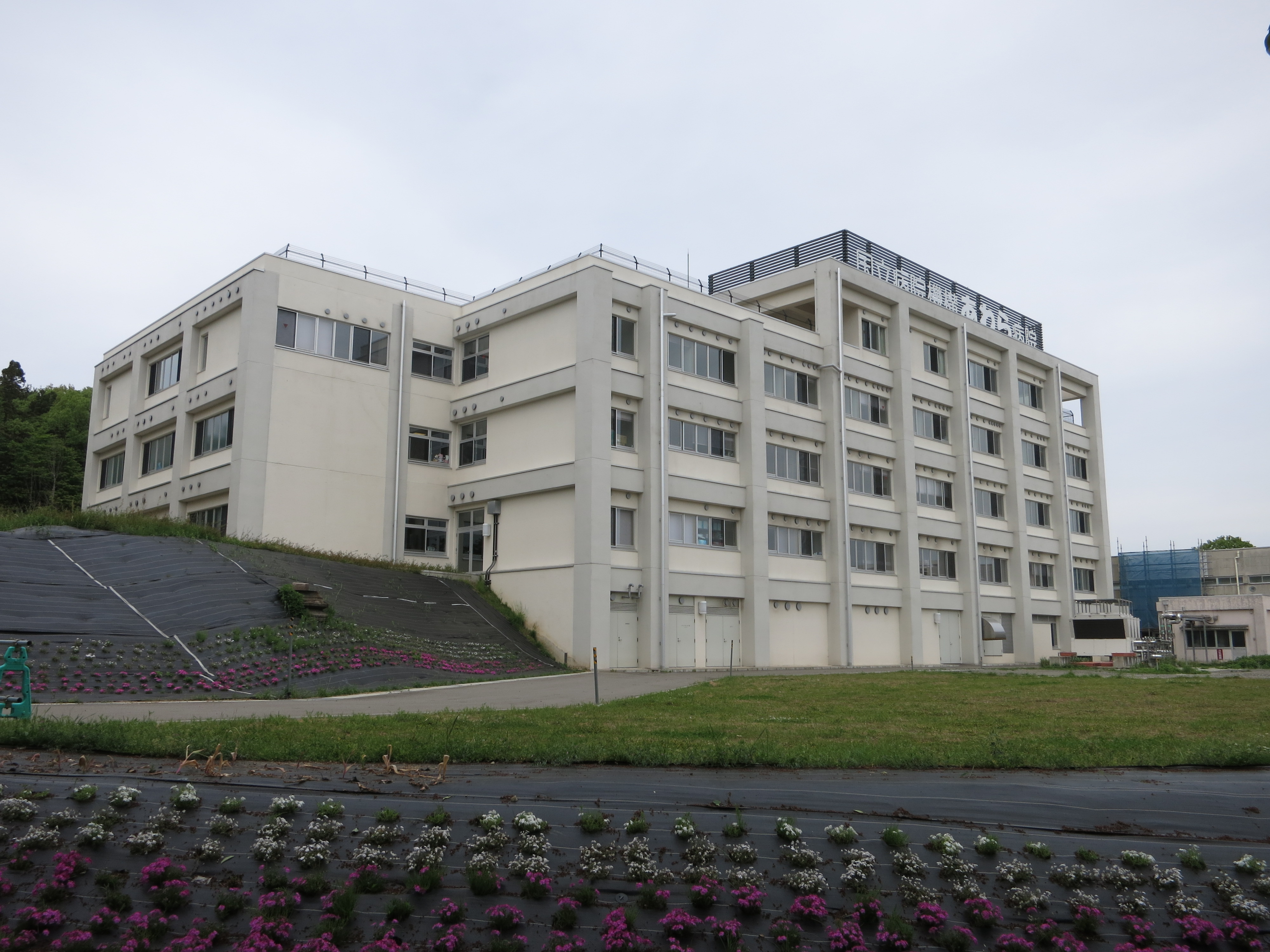
入院病棟

独立行政法人国立病院機構あわら病院（どくりつぎょうせいほうじんこくりつびょういんきこうあわらびょういん）は、福井県あわら市に所在する独立行政法人国立病院機構の病院である。旧国立療養所北潟病院（きたがたびょういん）。政策医療分野における重症心身障害の専門医療施設である。

## 診療科
- 内科
- 神経内科
- 呼吸器科
- 循環器科
- リウマチ科
- 小児科
- 外科
- 整形外科
- 皮膚科
- 眼科
- リハビリテーション科

## 周辺
- 北陸新幹線・ハピラインふくい線 芦原温泉駅（自動車で15分）
- えちぜん鉄道あわら湯のまち駅（自動車で10分）
- 北潟湖
- 芦原温泉

## 交通アクセス
- えちぜん鉄道三国芦原線 あわら湯のまち駅、または北陸新幹線・ハピラインふくい線 芦原温泉駅より、あわら市乗合タクシー（事前登録・予約制）にて「あわら病院」下車。休日・年末年始運休。
- E8 北陸自動車道 金津ICから約9 km、加賀ICから約11 km。国道305号沿いに位置する。

## 近隣の医療機関
- 国立病院機構敦賀医療センター（敦賀市）
- 国立病院機構石川病院（加賀市）
- 国立病院機構医王病院（金沢市）
- 国立病院機構金沢医療センター（金沢市）
- 福井大学医学部附属病院（永平寺町）
- 福井県立病院（福井市）
- 市立敦賀病院（敦賀市）
- 杉田玄白記念公立小浜病院（小浜市）
- レイクヒルズ美方病院（若狭町）